# مارتون براون
مارتون براون (بالمجرية: Braun Márton)‏ هو سياسي مجري، ولد في 20 يونيو 1963 في سكسارد في المجر. حزبياً، نشط في فيدس – الاتحاد المدني المجري. وقد انتخب عضو الجمعية الوطنية المجرية.